# William Lane-Joynt
William Russell Lane-Joynt (* 27. März 1855 in Limerick; † 6. Juni 1921 in Dublin) war ein britischer Sportschütze und Philatelist.

## Erfolge
William Lane-Joynt nahm an den Olympischen Spielen 1908 in London in vier Disziplinen teil. Mit der Freien Pistole belegte er den 14. Platz des Einzelwettkampfs. Auf den Laufenden Hirsch erreichte er im Einzelschuss den sechsten und im Doppelschuss den 13. Platz. In der Mannschaftskonkurrenz starteten im Einzelschuss lediglich zwei Mannschaften, Großbritannien und Schweden. Schweden setzte sich mit 86 zu 85 Punkten knapp durch, sodass Lane-Joynt, der mit 22 Punkten das zweitbeste Resultat der Briten erzielte, gemeinsam mit Charles Nix, William Ellicott und Thomas Ranken die Silbermedaille erhielt.
Lane-Joynt war Barrister und Philatelist. Er gründete die Irish Philatelic Society, als deren erster Präsident er auch fungierte, und war Fellow der Royal Philatelic Society London. 1921 wurde er in der Roll of Distinguished Philatelists aufgenommen.